# دهنگ شاه
دهنگ شاه (به انگلیسی: Dhing Shah) یک روستا در پاکستان است که در پنجاب واقع شده‌است.